# Gérard Chambre
Gérard Chambre est un acteur, auteur, metteur en scène, chanteur et compositeur français né le 21 janvier 1947 à Choisy-le-Roi (Val-de-Marne). Gérard Chambre est connu pour ses interprétations des chansons de Jacques Brel.

## Biographie[1]
Gérard Chambre a fait ses débuts au théâtre aux côtés de Georges Wilson (Othello), Roger Hanin (Macbeth), Maria Pacôme  (Apprends-moi Céline), Philippe Léotard (Hôtel Baltimore), Niels Arestrup, Jacques Villeret et sous la direction d’Alexandre Arcady, Jean-Claude Brialy, Gérard Vergez, Robert Manuel, Philippe Ferran, etc.
À l'âge de seize ans, il est apparu pour la première fois sur un écran de cinéma dans Les Amitiés particulières réalisé par Jean Delannoy. Il s'est ensuivi des apparitions à l'écran avec des réalisateurs tels que Georges Lautner, Claude Vital, Diane Kurys, Gérard Bitton et Michel Munz. Durant ses études, il a travaillé, pendant les vacances, au Club Med. Très vite, il a été attiré par le pôle animation du Club. Trois étés de suite, il organisa les activités des divertissements de divers villages. Gérard Chambre a été avec Maurice Illouz, à la tête du service animation du Club Méditerranée, place de la Bourse à Paris, c'est lui qui choisissait les animateurs de tous les villages du Club et qui régissait la bonne marche de ce service. En 1972, la télévision française lui a offert la première occasion de travailler pour la télévision dans le téléfilm La Vallée sans printemps d'après le roman de Romain Roussel.
Deux ans plus tard, Gérard Chambre obtient l'un des rôles principaux  dans la très populaire série TV Le Dessous du ciel aux côtés de Marie-Georges Pascal, Patrick Verde et Pierre Brice. Il a joué un rôle majeur dans Hôtel Baltimore,  Les Gaietés de la correctionnelle : Un naturiste fervent,  Le Vérificateur : Bilan d'une idole,  Le Champion : Le bon couloir, ou dans  La guerre des femmes, adapté du livre d'Alexandre Dumas. Pendant les années 1980, il joue dans trois séries télévisées réalisées par Marion Sarraut.  Marianne, une étoile pour Napoléon , avec Corinne Touzet dans le rôle principal - Catherine, avec des pointures telles que Geneviève Casile, Dora Doll, Pascale Petit, Philippe Clay, Jean-François Poron pour n'en citer que quelques-uns et dans Le Gerfaut, où il est l'amiral John Paul Jones. Durant cette période, il est maintes fois retourné au théâtre. Il a joué dans des comédies musicales avec Annie Cordy:  Indien vaut mieux que deux tu l'auras et Envoyez la musique. En 1974, François Wertheimer lui donna le rôle principal dans le tout premier opéra français rock en Gomina, où il est le héros Rocky Flipper . Un an plus tard, il joue à l'Espace Pierre Cardin Hôtel Baltimore , réalisé par Alexandre Arcady. Ses partenaires étaient, entre autres, Diane Kurys, Dora Doll, Niels Arestrup. Dans les années 1990, il rejoint Odile Michel et Patrick Olivier pour la trilogie -  Audience -  Vernissage  -  Pétition  de Václav Havel. Il écrit et met en scène deux opéras de poche :  Viole D'Amour et Mariages.
Au Festival Lacoste, créé par Pierre Cardin, Gérard Chambre est un invité récurrent. En 2008, lui et sa troupe présentent Don Quichotte , écrit par Jacques Brel. Pierre Cardin  qui a dit dans une interview :
« Gérard Chambre est un homme qui a beaucoup de talent et je l'ai toujours suivi dans sa carrière. Il a un certain sens de l'humour et de l'intelligence, écrit des pièces et est très doué. »
Un an plus tard, il revient au Festival Lacoste avec  Le petit groom de chez Maxim's et  Feu la mère de Madame, dirigé par Gérard Chambre, accompagné de sa troupe fabuleuse Véronique Fourcaud, Estelle Boin, Mika Apamian et Fabrice Coccitto. En septembre 2009 Le petit groom de chez Maxim's commence une longue carrière chez Maxim's à Paris.
En 2011 et 2012, Gérard Chambre avait présenté au restaurant Maxim's son spectacle Le Bœuf sur le Tôa (Cocteau Guitry chez Maxim's) et rencontra un énorme succès.
Pour le Festival Lacoste 2012 de Pierre Cardin, il a écrit et mise en scène le spectacle musical, Charles Trenet, le fou chantant a cent ans. Il sera maintenant donné à Paris à l'Espace Pierre-Cardin pour deux soirs.
Gérard Chambre descend de Robert II d'Écosse par Alexandre Stuart, comme sa cousine la regrettée Myriam de Béarn, romancière de l'histoire qui a notamment écrit le best-seller Gaston Phébus.

## Comédie musicale: Spectacles musicaux: Créations
Il passe à la mise en scène :
- festival J. Cocteau à l’Opéra-Comique ;
- festival d’Avignon ;
- festival de Carpentras ;
- festival de la francophonie [8] à l’UNESCO).

Sa formation de chant l’a conduit à la comédie musicale :
- Catch my soul, (théâtre Marigny) ;
- 1974 : Gomina Le premier Opéra Rock français, de François Wertheimer (Espace Européen) ;
- 1982 : Envoyez la musique de Jacques Mareuil et Gérard Gustin, mise en scène Raymond Vogel, Théâtre de la Porte-Saint-Martin
- 1985 : Prière de laisser le XXe siècle dans l’état où vous l’avez trouvé, (Avignon) ; réalisé et interprété de Gérard Chambre.
- Les plus que personnes, (Avignon), petites noces en si avec bémols (Tambour royal).
- 2005 : Viole d'Amour opéra-théâtre Gérard Chambre est l'auteur, metteur en scène et comédien de Viole d'Amour.

Il est l'auteur, metteur en scène et comédien de Mariages petites noces en si bémol, opéra de poche.
Spectacles musicaux : 
- Opéra ma non troppo ;
- Concert en peignoir ;
- Cabaret philozoophique ;
- Guitry Cocteau ;
- La vie en rose produit par Pierre Cardin.

En 2006, il est l'auteur, metteur en scène et interprète de Gouttes de Chant, poèmes lus et chantés  à l’occasion de la publication de son recueil poétique (éditions Altitude).
- Jacques Brel en Chine, ballet concert à Pékin avec le Beijing modern compagnie et les danseurs de l’Opéra de Pékin.

En 2007, création  Les amants de l'Amour, spectacle Brel-Piaf : Gérard Chambre (Brel), Irène Roussel (Piaf), Franck Monbaylet (piano), Didier Roman (accordéon), à l'Espace Cardin suivi d'une tournée au Maroc, Jordanie, Espagne, Syrie, Russie, etc.
En 2008, Table d'artistes au restaurant Maxim's de Paris.
- Création au Château de Lacoste de L'homme de la Mancha, metteur en scène et comédien habité par l'esprit de don Quichotte dans le rôle-titre, chansons de Jacques Brel et également de Gérard Chambre, direction musicale Yorfela avec Irène Roussel, Mika Apamian, Didier Roman, Estelle Boin, Fabrice Coccitto.

En 2009, L'Homme de la Mancha, Gérard Chambre modifie sa mise en scène pour l'adapter à L'Espace Pierre Cardin.
- À l'Entrepôt, Entre peaux, lecture de textes libertins réunis pour le plaisir et le désir de lire.
- En Syrie, Gouttes de Chants et L'Homme de la Mancha.
- Le 1er août 2009, Festival Lacoste, Gérard Chambre écrit, met en scène et joue Feydeau-Offenbach avec : Le petit groom de chez Maxim's de Gérard Chambre et Feu la mère de Madame de Georges Feydeau, repris à partir de septembre 2009 sur la scène du restaurant Maxim's à Paris.
- Le 8 août 2009 à Théoule-sur-Mer Bulles de Chant au Palais Bulles de Monsieur Pierre Cardin (YouTube Gérard Chambre Bulles).
- Les 17 et 24 septembre 2009, au Port du Salut à Paris, pour la reprise des activités musicales dans cet ancien cabaret de la rive gauche, nouvelles Gouttes de Chants, accompagné par Yorfela et Mika Apamian puis en 2010 le premier mercredi de chaque mois accompagné par Franck Monbaylet au piano.
- Le petit groom de chez Maxim's de Gérard Chambre et Feu la mère de Madame de Georges Feydeau sont joués tous les lundis à 21h, chez Maxim's, reprenant une tradition de spectacle en ce lieu.

Prévu pour un mois le spectacle est prolongé 9 mois puis Gérard Chambre modifie la mise en scène du Petit groom de chez Maxim's, ajoute des textes, pour l'adapter à la Carrière de Lacoste dans le Luberon pour le Festival de juillet 2010.
- Le 4 novembre 2010, Brel pour toujours au Chaktamuk Theater de Phnom Penh au Cambodge.
- Le 14 mars 2011, Le petit groom de chez Maxim's est au Petit Journal à Paris.
- En 2011 et 2012, Cocteau-Guitry chez Maxim's tous les lundis à 20h30 : N'écoutez pas Messieurs de Sacha Guitry et Le bœuf sur le tôa Cabaret burlesque en 15 tableaux et 17 chansons, conception et mise en scène Gérard Chambre : avec Véronique Fourcaud, Estelle Andrea, Mika Apamian, Fabrice Coccitto et Gérard Chambre.
- Le 26 juillet 2011, Festival Lacoste avec son spectacle Cocteau Guitry chez Maxim's.
- 2011 du 14 - 15 octobre au Festival de la Lumière à Ranohira, Madagascar Fête de Lumière avec sa toute dernière chanson Les Jardins de Lumière, texte de Gérard Chambre, musique de Franck Monbaylet.
- Le 21 juillet 2012 au Festival Lacoste, à la veille du centenaire du Fou chantant avec son dernier spectacle musical Charles Trenet conçu et dirigé par Gérard Chambre, direction musicale Thierry Jan et Fabrice Coccitto, avec sa compagnie Opéra ma non troppo.
- Le 12 & 13 novembre 2012 Monsieur Pierre Cardin, invite Gérard Chambre et sa compagnie à jouer son comédie musicale Charles Trenet, le fou chantant à cent ans, à l'Espace Pierre Cardin.
- À partir du 4 février 2013 tous les lundis à 20h30, Cabaret Charles Trenet au Petit Théâtre de chez Maxim’s.
- Le juin 4 2013 Petites Musiques de Proust Lecture Musicale de Gérard Chambre et Fabrice Coccitto. Choix de textes de Cécile Leblanc, au Petit Théâtre de chez Maxim’s.
- Le 2 septembre 2013 à Saint-Jean-Cap-Ferrat, en souvenir du cinquantième anniversaire de la disparition de Jean Cocteau Petit Théâtre de Poche spectacle poétique et musical, mise en scène de Gérard Chambre: avec Brigitte Fossey, Catherine Salviat de la Comédie Française, Gérard Chambre et au piano Fabrice Coccitto. Deuxième partie: Lecture hommage à Jean Cocteau par Francis Huster.
- Le 26 mai 2014 à l'Espace Pierre Cardin, Lecture Chez Florence d'après le livre de Alan Riding … et la fête continue,  mise en scène par Jean-Claude Idée, dans le rôle de Florence Gould l'actrice Cyrielle Clair.
- En juillet 2014 au Festival Lacoste, première de son nouveau spectacle Chez Maxim's ça swing, dédié aux légendaires Frères Jacques avec sa compagnie Opéra ma non troppo. Le spectacle est ensuite remonté sur Paris tous les lundis soirs au petit théâtre de chez Maxim's.
- 2014 : le 9 août, Festival Opéra Côté Jardin, au Théâtre de Verdure de Gémenos, Opéra Carmen de Georges Bizet, metteur en scène Gérard Chambre.
- En juillet 2015 au Festival Lacoste la première de sa nouvelle pièce Marlene Dietrich [9] texte de et avec Cyrielle Clair et Gérard Chambre.
- 2016 Festival de Lacoste de Pierre Cardin, première de son nouveau spectacle musicale Moi j'aime le Music Hall...de Trenet à Stromae avec sa compagnie Opéra ma non troppo. Monsieur Pierre Cardin présente le spectacle chez Maxim's de Paris [10] octobre 2016 - juin 2017.
- Le 17 juillet 2017 au Festival de Lacoste, conception et mise en scène de Les trois Feydeau avec Véronique Fourcaud, Mika Apamian, Fabrice Coccitto, Gérard Chambre - et le 20 juillet le nouveau spectacle Parlez-moi d'amour...au lit, avec sa compagnie Opéra ma non troppo, producteur Monsieur Pierre Cardin.
- Les mai 29 - 3 juin 2018 au théâtre du Gymnasse Paris avec la comédie musicale Don Quichotte Flamenco - 12 tableaux, un cheval et quelques batailles...Hommage à Jacques Brel. Artistes : Gérard Chambre - Mika Apamian - Pierre Babolat -Lucie Fabry - Fabrice Coccitto - Véronique Fourcaud et le groupe TCHANELAS Metteur en scène : Gérard Chambre
- Le 8 juillet 2019 au Festival de Lacoste présenté par Pierre Cardin la nouvelle Comédie musicale Jacqueline Kennedy, la dame en rose - Artistes : Gérard Chambre - Anaïs Gilbert (dans le rôle de Jackie Kennedy) - Véronique Fourcaud (Marilyn Monroe et Maria Callas) - Romane Coumes, Matthieu Gambier et Marion Villaneau - Metteur en scène : Gérard Chambre

## Théâtre
- 1964 : Jules César de William Shakespeare, mise en scène Raymond Hermantier, Festival de Lyon, Théâtre Sarah-Bernhardt
- Macbeth de William Shakespeare
- 1972 : Othello Story Théâtre Marigny  de William Shakespeare, mise en scène de Braham Murrey, avec : Nancy Holloway et Gérard Chambre dans le rôle de Cassio
- 1975 : Hôtel Baltimore de Lanford Wilson adaptation de Diane Kurys et Philippe Adrien, mise en scène d'Arcady : Paul
- 1977 : Apprends-moi, Céline de Maria Pacôme, mise en scène de Gérard Vergez, avec : Maria Pacôme, Daniel Auteuil et Gérard Chambre dans le rôle de Pierre
- 1987 : Ulrich Helger d'Odile Ehret, mise en scène de Philippe Ferran, Gérard Chambre dans le rôle de Rémy
- 1991 : Vernissage de Václav Havel, mise en scène de Odile Michel, avec : Odile Michel, Patrick Olivier et Gérard Chambre dans le rôle de Michael
- 1992 : Pétition de Václav Havel, adaptation de Stephan Meldegg et Marcel Aymonin, mise en scène de Odile Michel, avec : Patrick Olivier : Vanek et Gérard Chambre : Stanek
- 1993 : La Célestine de Fernando de Rojas, adaptation de Paul Achard, mise en scène de Marcelle Tassencourt, avec : Annie Cordy et Gérard Chambre dans le rôle de Sempronio

## Filmographie

### Cinéma
- 1964 : Les Amitiés particulières de Jean Delannoy : André Ferron (non crédité)
- 1976 : On aura tout vu ! de Georges Lautner : Aldo
- 1978 : Ils sont fous ces sorciers de Georges Lautner : Alex
- 1979 : Le Temps des vacances de Claude Vital : Gregory
- 1983 : Coup de foudre de Diane Kurys :
- 1990 : La Baule-les-Pins de Diane Kurys : le maître nageur
- 2002 : Ah ! si j'étais riche de Gérard Bitton et Michel Munz : l'avocat
- 2009 : Erreur de la banque en votre faveur de Gérard Bitton et Michel Munz : Ulysse

### Télévision
- 1972 : La Vallée sans printemps téléfilm de Claude-Jean Bonnardot : Walter
- 1974 : Un bon patriote téléfilm de Gérard Vergez : Le lieutenant Stefan Kovacs
- 1974 : Le Dessous du ciel série télévisée de Roger Gillioz : Louis
- 1976 : Hôtel Baltimore téléfilm d'Arcady : Paul
- 1978 : Récré A2
- 1978 : Les Amours sous la révolution : Quatre dans une prison téléfilm de Jean-Paul Carrère : Hoche
- 1978 : Durant l'été 1978, il a coanimé avec Dorothée la première version de l'émission Récré A2.
- 1979 : Le vérificateur, épisode Bilan d'une idole  1979 de Pierre Goutas : Rudy
- 1978 : La Nuit de l'été, téléfilm de Jean-Claude Brialy : Axel de Fersen
- 1981 : Nana, mini-série de Maurice Cazeneuve : Daguenet
- 1981 : Les Gaietés de la correctionnelle, épisode Un naturiste fervent :  Rabichon
- 1981 : Salut champion, épisode Le Bon Couloir : Duffy
- 1981 : Avec la garde montante de Max Gérard : Gérard
- 1983 : Marianne, une étoile pour Napoléon, série télévisée de Marion Sarraut : Jason Beaufort
- 1986 : Catherine, il suffit d'un amour, série télévisée de Marion Sarraut : Jean Poton de Xaintrailles
- 1986 : La guerre des femmes de Pierre Burot : Cauvignac
- 1987 : Le Gerfaut série télévisée de Marion Sarraut : l'amiral John Paul Jones
- 1994 : Julie Lescaut, série télévisée par Alexis Lecaye : épisode La mort en rose : Servat
- 2005 : Le Mystère Alexia téléfilm de Marc Rivière : le coiffeur

## Discographie
- 1974 : Le Rock c'est mon Médicament, disque Gomina Comédie Rock, paroles et musique François Wertheimer et Alain Suzan :chanté par Gérard Chambre
- 1979 : Un fils heureux et Dans ma solitude, disque 33 tours 30 cm Les plus belles musiques de Feuilleton, compositeur Carlos Leresche : chanté par Gérard Chambre
- 2006 : Gouttes de Chants, paroles, musique et interprétation Gérard Chambre, guitaristes : Yorfela, Mika Apamian
- 2008 : A Sanson, paroles Gérard Chambre, musique Franck Monbaylet, disque Entre Nous par Marianne Moreau
- 2010 : Confesse, paroles et musique Gérard Chambre, CD Venir à toi par Didier Roman
- 2010 : Quand parlent les roses, version française Gérard Chambre de The Rose  d'Amanda McBroom, CD Venir à toi et Poète Maudit par Didier Roman
- 2010 : Dieu est une femme, paroles et musique Gérard Chambre, CD Poète Maudit par Didier Roman
- 2011 : Les jardins de lumière, paroles par Gérard Chambre, musique par Franck Monbaylet
- 2012 : Chanson pour deux garçons qui s'aiment, paroles et musique par Gérard Chambre, avec Mika Apamian et au piano : Fabrice Coccitto

## Publications
- 2022 : Pierre Cardin tellement de choses à ne pas dire, Éd. Éditions Lunatique